# Lou Andreas-Salomé
Lou Andreas-Salomé, registrada al nacer como Luíza Gustávovna Salomé (transliteración de Луиза Густавовна Саломе; San Petersburgo, Imperio ruso, 12 de febrero de 1861-Gotinga, Alemania, 5 de febrero de 1937), fue una escritora  y psicoanalista rusa, con inclinaciones liberales.
Fue una sagaz colaboradora en los trabajos filosóficos de Friedrich Nietzsche, su amiga, crítica y consejera cercana, mas no su pareja, pues finalmente se unió a Paul Rée, amigo común y de quien ambos eran compañeros en el trabajo intelectual. Fue autora de varios libros, psicoanalista, discípula y colaboradora del círculo más estrecho de Sigmund Freud y compañía espiritual de artistas y escritores de finales del siglo XIX y principios del XX.

## Biografía
Nació en San Petersburgo, hija de Gustav von Salomé, general del ejército imperial ruso, y de su esposa Louise Wilm von Salomé. Louise (Luíza) fue la hija menor del matrimonio y la única mujer después de cinco varones, fue bautizada con el nombre de su madre y en su infancia la llamaban cariñosamente por el diminutivo ruso Ljola y más tarde Lou. A los diecisiete años y en busca de una educación más allá de la típica para una mujer en ese lugar y época, convenció al predicador alemán Hendrik Gillot, veinticinco años mayor que ella, de enseñarle teología, filosofía, religión y literatura francesa y alemana. Gillot se enamoró de Lou Salomé, hasta el punto de que planeó divorciarse de su esposa y casarse con ella.
En septiembre de 1880, viajó con su madre a Zúrich con el fin de inscribirse para estudiar en la universidad. Suiza era en esa época el único país de habla germana donde las mujeres tenían permiso para cursar una carrera universitaria sin restricciones. Aunque su madre no veía con buenos ojos estos planes de su hija, tuvo que ceder finalmente al profundo deseo de Lou de estudiar. El viaje también lo hicieron para beneficiar la salud física de la joven, quien en aquel tiempo tosía sangre.

### Rée y Nietzsche

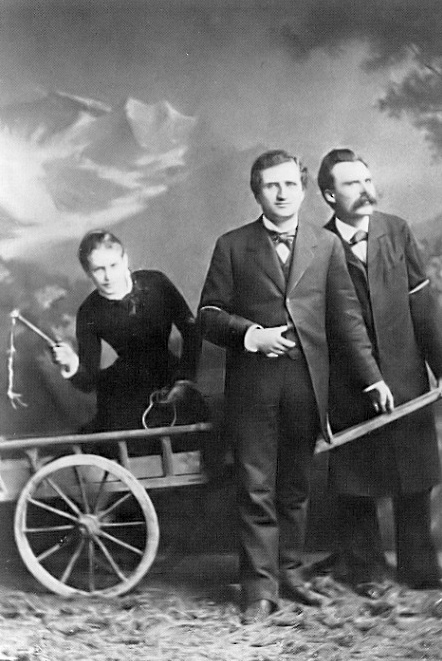
Salomé, Paul Rée y Nietzsche.

Dos años después, con 21 años, se trasladó a Roma con su madre. Allí conoció a Paul Rée (quien sería su amante durante un tiempo) y a Friedrich Nietzsche (más tarde, en 1894, escribiría un controvertido estudio, Friedrich Nietzsche in seinen Werke, acerca de la personalidad y filosofía de Nietzsche) con quienes establecería un trío intelectual.
Los tres viajaron con la madre de Salomé a través de Italia, y decidieron que debían establecer su comuna Winterplan. Cuando llegaron a Leipzig, Alemania, en octubre, Salomé y Rée se separaron de Nietzsche, después de un problema entre Nietzsche y Salomé, en el cual Nietzsche, sorprendentemente, le propuso matrimonio al creer haber encontrado en Lou a la única mujer que sería capaz de entenderlo. Ella no lo aceptó y a cambio propuso a ambos hombres enamorados unirse en una tríada de producción y trabajo intelectual. Una foto en la que aparecen los tres, con Lou conduciendo el carro, vino a ser una alegoría de este pacto. Según investigaciones de la historia del psicoanálisis, Nietzsche habría incluido en Zaratustra a propósito de este asunto (y precisamente de esta foto que causó gran escándalo) la frase «¿Vas con mujeres? No olvides el látigo».
Los viajes y estudios de Salomé y Rée continuaron, hasta que en 1887 conocería a Carl Friedrich Andreas, con quien se casaría. A pesar de la oposición de ella al matrimonio y de la oposición de él a sus relaciones abiertas con muchos otros hombres, Salomé y Andreas permanecieron casados desde 1887 hasta la muerte de Andreas en 1930. Se dice que él la chantajeó con suicidarse si no aceptaba casarse con él y que siempre vivieron en casas separadas y no mantuvieron relaciones íntimas.

### Rainer Maria Rilke
Su relación con Rilke fue particularmente cercana. Salomé era quince años mayor. Se conocieron cuando él tenía veintiuno. Fueron amantes durante varios años y se escribieron hasta la muerte de Rilke. Prueba de su prolongada e intensa relación son las cartas de amor que se escribieron y que aún se conservan. Fue ella quien comenzó a llamarle Rainer, en lugar de René; le enseñó ruso, a leer a Lev Tolstói (a quien él conocería más tarde) y a Aleksandr Pushkin. Ella le presentó a importantes hombres y a muchas otras personas en el campo de las artes, y se mantuvo como su consejera y confidente a través de toda su vida adulta.

### Sigmund Freud
En 1911, conoció a Sigmund Freud e inmediatamente se interesó por el psicoanálisis, siendo la primera mujer en ser aceptada en el círculo psicoanalítico de Viena. Ambos mantendrían una relación amistosa de profundo respeto y cariño durante el resto de sus vidas. A partir de 1915, ella comenzó a pasar consulta psicoanalítica en la ciudad alemana de Gotinga, hasta que, a los 74 años, su salud se lo impidió.

Era de una modestia y una discreción poco comunes. Nunca hablaba de sus propias producciones poéticas y literarias. Era evidente que sabía dónde es preciso buscar los reales valores de la vida. Quien se le acercaba recibía la más intensa impresión de la autenticidad y la armonía de su ser, y también podía comprobar, para su asombro, que todas las debilidades femeninas y quizá la mayoría de las debilidades humanas le eran ajenas, o las había vencido en el curso de su vida.
Sigmund Freud, Lou Andreas-Salomé (febrero de 1937).

## Obra
Fue una escritora prolífica, y escribió varias novelas, romances, obras y ensayos poco conocidos. Escribió romances e intercambió correspondencia con el periodista alemán Georg Lebedour, el poeta austro-húngaro Rainer Maria Rilke, y los psicoanalistas Sigmund Freud y Viktor Tausk, entre otros. Da cuenta de muchos de ellos en su libro Lebensrückblick.
Lou Andreas-Salomé publicó estas obras según An Encyclopedia of Continental Women Writers.
- Im Kampf um Gott, 1885.
- Henrik Ibsens Frau-Gestalten, 1892.[11]
- Friedrich Nietzsche in seinen Werken Wien, 1894.
- Ruth, 1895, 1897.
- Fenitshcka. Eine Ausschweifung, 1898,1983.
- Menschenkinder, 1899.
- Aus fremder Seele, 1901.
- Ma, 1901.
- Im Zwischenland, 1902.
- Die Erotik, 1910.
- Drei Briefe an einen Knaben, 1917.
- Das Haus. Eine Familiengeschichte vom Ende des vorigen Jahrhunderts, 1919, 1921, 1927.
- Die Stunde ohne Gott und andere Kindergeschichten, 1921.
- Der Teufel und seine Grossmutter. Traumspiel, 1922.
- Rodinka. Eine russische Erinnerung, 1923.
- Rainer Maria Rilke. Buch des Gedenkens, 1928.
- Mein Dank an Freud: Offener Brief an Professor Freud zu seinem 75 Geburtstag, 1931.
- Lebensruckblick. Grundriss einiger Lebenserinnerungen, ed. E. Pfeiffer, 1951, 1968.
- Rainer Maria Rilke - Lou Andreas-Salomé. Briefwechsel, ed. E. Pfeiffer, 1952.
- In der Schule bei Freud, ed. E. Pfeiffer, 1958.
- Sigmund Freud - Lou Andreas-Salomé. Briefwechsel, ed. E. Pfeiffer, 1966.
- Friedrich Nietzsche, Paul Rée, Lou von Salomé: Die Dokumente ihrer Begegnung, ed. E. Pfeiffer, 1970.

Otros añaden además:
- Jesus der Jude (1895)
- Eine Ausschweifung (1898)
- Vom frühen Gottesdienst (1913)
- Zum Typus Weib (1914)
- Anal und Sexual (1916)
- Psychosexualität (1917)
- Narzißmus als Doppelrichtung (1921)

## Aportaciones
Inquieta e inconformista, quiso romper con el papel que la sociedad y la familia le habían asignado, y desde muy joven tomó parte activa en los más vanguardistas círculos intelectuales de Europa hasta convertirse en autora de una obra prolífica y diversa (literaria, crítica, filosófica y psicoanalítica) que sólo publicó parcialmente en vida.
Su pensamiento mezcló el psicoanálisis freudiano con la filosofía de Nietzsche y sus estudios se basaron, principalmente, en el narcisismo y en la sexualidad femenina.
Se trata de una mujer que vivió su vida con una extrema libertad, fuera de lo común para su época. Fue un icono de mujer liberada de principios del siglo XX. La libertad de espíritu que la caracterizó y tanto desconcertó en su época fue la expresión de una mujer ávida de conocimiento que supo defender su autonomía intelectual, sentimental y, en suma, vital pese a las constricciones sociales de su tiempo. Influyó amorosa e intelectualmente en algunos de los hombres fundamentales de los últimos cien años.

## Fallecimiento
Lou Andreas Salomé murió en 1937 en Gotinga, última ciudad de residencia, a los 76 años de edad, a causa de un fallo renal. La Gestapo confiscó su biblioteca pocos días después de su muerte. Pero quedaron sus obras -más de una docena de novelas y numerosos estudios-, así como la copiosa correspondencia con los hombres brillantes de su vida. Y su ejemplo de mujer que luchó siempre por su libertad intelectual.
Se dice que Salomé resaltaba en sus últimos días que «realmente no he hecho más que trabajar durante toda mi vida, trabajar… ¿por qué?». Y en sus últimas horas, como si estuviera hablando con ella misma, se ha reportado que dijo: «Si dejara que mis pensamientos vagaran, no encontraría ninguno. Lo mejor, después de todo, es la muerte».

## Obras acerca de L. Andreas-Salomé
- Lou Salomé, ópera de Giuseppe Sinopoli, estrenada en 1981. Bayerischen Staatsoper de Múnich.
- Al di la del bene e del male, film de Liliana Cavani, 1977, con Dominique Sanda.
- La más amada, 2004, edición de Grupo Editorial México, libro y tesis de María Elena Sarmiento.
- Película biográfica Lou Andreas-Salomé: The Audacity to be Free, de 2016, de Cordula Kablitz-Post.[15][16]

## Edición en español
- Rusia con Rainer. Madrid: Gallo Nero Ediciones. 2011. ISBN 978-84-938568-0-9.
- Nietzsche. Tercera edición. México: Casa Juan Pablos. 2008. ISBN 978-968-6039-28-3.
- Mirada retrospectiva: compendio de algunos recuerdos de la vida. Madrid: Alianza editorial. 2005. ISBN 978-84-206-4317-5.
- Friedrich Nietzsche en sus obras. Barcelona: Minúscula. 2005. ISBN 978-84-95587-22-0.
- Aprendiendo con Freud: diario de un año, 1912-1913. Cuarta edición. Barcelona: Laertes. 2001. ISBN 978-84-7584-463-3.
- El erotismo. Palma de Mallorca: José J. de Olañeta. 1998. ISBN 978-84-7651-123-7.
- Rilke, Rainer Maria & Salomé, Lou Andreas (2004). Correspondencia. Quinta edición. Palma de Mallorca: José J. de Olañeta. ISBN 978-84-9716-361-3.